# Ulaanbaatar City Football Club
L'Ulaanbaatar City Football Club, meglio noto come Ulanbaatar City, è stata una società calcistica della Mongolia con sede nella capitale Ulan Bator.

## Storia
Fondata nel 2015, l'Ulaanbaatar City FC ha disputato la sua prima stagione in massima serie nel 2016. 
Nel suo primo campionato la nuova compagine mongola, partita con l'ambizione di contendere il campionato alla plurititolata Erchim, ha giocato una stagione al di sotto delle aspettative, che ha portato al cambio di ben tre allenatori. Alla fine della stagione ha concluso all'ottavo posto, riuscendo così a mantenere la categoria dopo aver vinto i play-out.
È prevista la costruzione del primo stadio con posti al coperto della Mongolia, finanziato con i fondi della FIFA.
L'Ulaanbaatar City è stata la prima squadra ad aver ingaggiato un calciatore italiano nel campionato nazionale mongolo: il portiere Giacomo Ratto, il cui acquisto fu ufficializzato il 13 aprile 2016. Il 20 febbraio 2017 ha ufficializzato l'acquisto del portiere Mauro Boerchio e il giorno seguente dell'attaccante Federico Zini.
Nel 2019 ha vinto per la prima volta il campionato grazie agli scontri diretti favorevoli contro l'Erchim.

## Palmarès

### Competizioni nazionali
- Niislel League: 1

2019
- Coppa della Mongolia: 1

2017
- Supercoppa della Mongolia: 1

2018

### Altri piazzamenti
- Niislel League:

Secondo posto: 2017

## Organico

### Rosa 2020
Aggiornata all'11 gennaio 2020.
| N. |                     | Ruolo | Calciatore                |
| -- | ------------------- | ----- | ------------------------- |
| 1  | Mongolia (bandiera) | P     | Mönkh-Erdene Enkhtaivan   |
| 3  | Giappone (bandiera) | D     | Soichiro Tanaka           |
| 4  | Mongolia (bandiera) | D     | Azkhuu Sukhbaatar         |
| 5  | Senegal (bandiera)  | D     | Massamba Sambou           |
| 6  | Mongolia (bandiera) | C     | Narmandakh Artag          |
| 7  | Mongolia (bandiera) | C     | Sündorj Janchiv           |
| 8  | Mongolia (bandiera) | A     | Altankhuyagiin Mörön      |
| 9  | Mongolia (bandiera) | A     | Oyunbaatar Mijiddorj      |
| 10 | Mongolia (bandiera) | C     | Tögsbileg Batbold         |
| 11 | Mongolia (bandiera) | C     | Temuulen Dugeree          |
| 12 | Mongolia (bandiera) | D     | Otgonbayar Oyuunbaatar    |
| 13 | Mongolia (bandiera) | P     | Yöröölt Enkhbaatar        |
| 14 | Mongolia (bandiera) | A     | Baljinnyam Batbold        |
| 19 | Mongolia (bandiera) | A     | Tsagaansukh Mönkh-Erdene  |
| 22 | Mongolia (bandiera) | D     | Dalaijargal Jamiyaansuren |
| 23 | Mongolia (bandiera) | D     | Tsedenbal Norjmoo         |
| 24 | Mongolia (bandiera) | P     | Purev Tengis              |
| 29 | Mongolia (bandiera) | C     | Temuujin Altansukh        |

| N. |                     | Ruolo | Calciatore                |
| -- | ------------------- | ----- | ------------------------- |
| 30 | Giappone (bandiera) | C     | Akira Higashiyama         |
|    | Serbia (bandiera)   | D     | Srđan Simović             |
|    | Serbia (bandiera)   | D     | Jovan Zucović             |
|    | Mongolia (bandiera) | D     | Enkhbayar Dashdorj        |
|    | Russia (bandiera)   | D     | Artem Sergeyevich         |
|    | Mongolia (bandiera) | D     | Bayandorj Gajkhuu         |
|    | Mongolia (bandiera) | C     | Altansukh Temuujin        |
|    | Mongolia (bandiera) | C     | Baljinnyam Batbold        |
|    | Mongolia (bandiera) | C     | Yösön-Erdene Khuldorj     |
|    | Mongolia (bandiera) | C     | Gantogtokh Gantuyaa       |
|    | Russia (bandiera)   | C     | Islam Khamoyev            |
|    | Mongolia (bandiera) | C     | Chinsan Batbold           |
|    | Mongolia (bandiera) | A     | Enkhtulga Batmönkh        |
|    | Mongolia (bandiera) | A     | Battulga Bat-Erdene       |
|    | Serbia (bandiera)   | A     | Igor Grkajac              |
|    | Russia (bandiera)   | A     | Pavel Zakharov            |
|    | Mongolia (bandiera) | A     | Tsaganantsuk Munkh-Erdene |